# دراغان دوكانوفيتش
دراغان دوكانوفيتش (مواليد 29 أكتوبر 1969)، هو لاعب كرة قدم سابق كان يلعب كمهاجم.

## وصلات خارجية
- دراغان دوكانوفيتش على موقع رابطة كرة القدم اليابانية للمحترفين (اليابانية)
- دراغان دوكانوفيتش على موقع قاعدة بيانات كرة القدم.إي يو (الإنجليزية)
- دراغان دوكانوفيتش على موقع عالم كرة القدم.نت (الإنجليزية)